# Портільйола
Портільйола (італ. Portigliola, сиц. Portigliola) — муніципалітет в Італії, у регіоні Калабрія,  метрополійне місто Реджо-Калабрія‎.
Портільйола розташована на відстані близько 520 км на південний схід від Рима, 85 км на південний захід від Катандзаро, 50 км на схід від Реджо-Калабрії.
Населення — 1205 осіб (2014).
Щорічний фестиваль відбувається 6 листопада. Покровитель — San Leonardo.

## Демографія
Населення за роками:

Станом на 1 січня 2023 року в муніципалітеті офіційно проживало 80 іноземців з 9 країн, серед них 37 громадян країн Євросоюзу та 3 громадяни України.

## Сусідні муніципалітети
- Антоніміна
- Локрі
- Сант'Іларіо-делло-Йоніо